# Polly with a Past (film)
Polly with a Past er en amerikansk stumfilm fra 1920 af Leander de Cordova.

## Medvirkende
- Ina Claire som Polly Shannon
- Ralph Graves som Rex Van Zile
- Marie Wainwright som Mrs. Van Zile
- Harry Benham som Clay Cullum
- Clifton Webb som Harry Richardson
- Louiszita Valentine som Myrtle Davis
- Myra Brooks
- Frank Currier